# Ultralopen

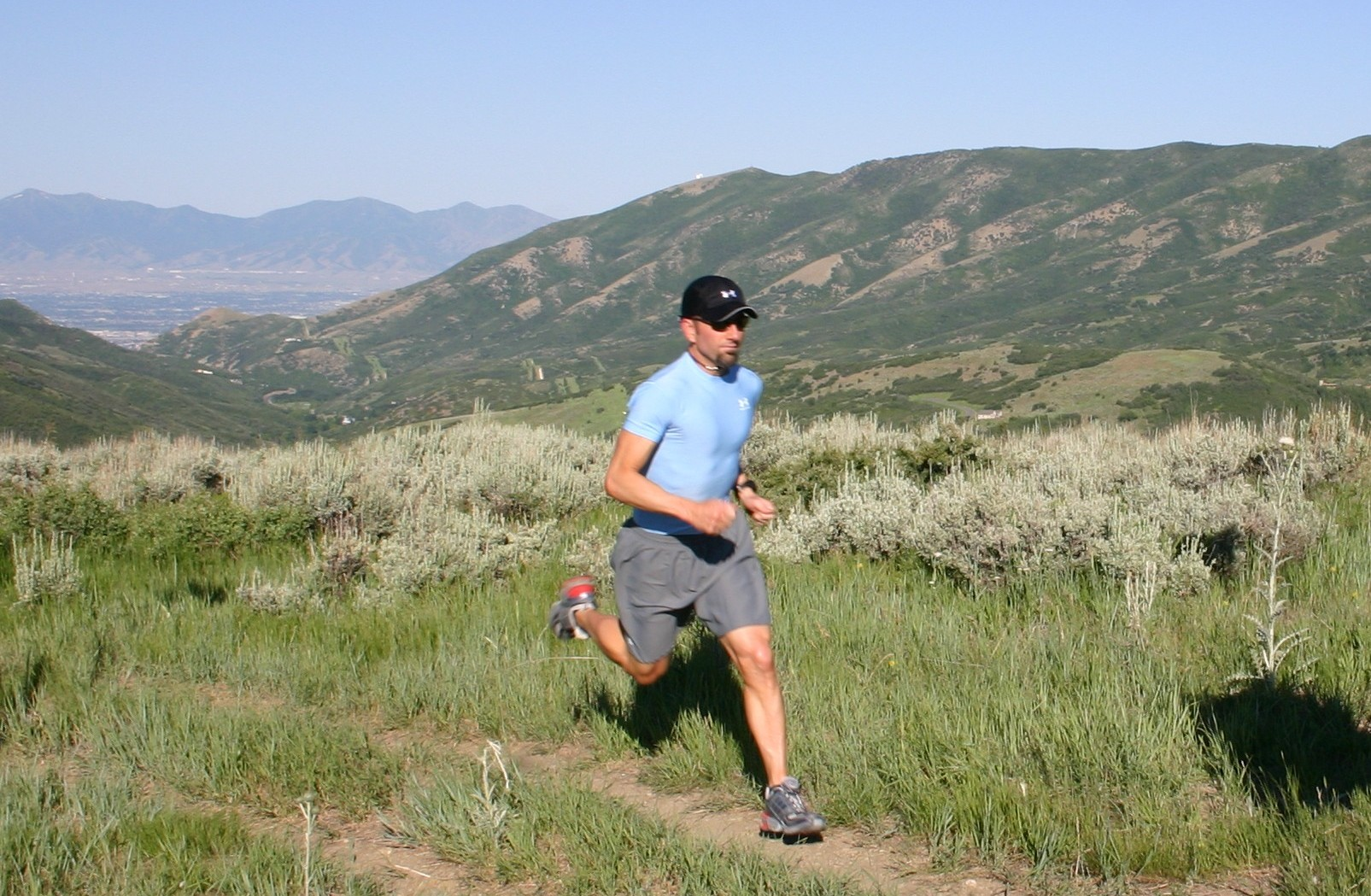
Deelnemer aan een wedstrijd over 32 mijl in de Bighorn Mountains, Wyoming.

Ultralopen is hardlopen over een afstand die significant groter is dan de marathon.

## Organisaties
Er bestaat een internationale belangenassociatie voor de ultramarathon, de IAU, welke door World Athletics als belangenorganisatie is erkend.

## Soorten lopen
De wedstrijden voor ultralopers kunnen onderverdeeld worden in afstandslopen zoals 100 km of 100 mijl en tijdslopen zoals 6 uur en 24 uur hardlopen. Standaard afstanden van de ultramarathon zijn (in volgorde van oplopende afstand): 50 km, 50 mijl, 100 km, 100 mijl, 1000 km en 1000 mijl.
Standaard tijdsduren van de tijdlopen zijn (in volgorde van oplopende tijdsduur): 6 uur, 12 uur, 24 uur, 48 uur en 6 dagen (oftewel 144 uur).
Sinds 2003 erkent World Athletics de 100 km als officiële atletiekafstand, waarmee dit het langste officiële atletieknummer is. Vóór 2003 was dit de 50 km snelwandelen. Ook zijn er internationale kampioenschappen 24 uur, waarbij het Europees kampioenschap door de European Athletic Association (de Europese tak van World Athletics) wordt erkend. Wereldkampioenschappen 24 uur worden door de IAU erkend, maar (nog) niet door World Athletics.
In Nederland werd in 1967 de eerste ultraloop georganiseerd door Ok van Batenburg, tevens een van de grondleggers van de Nieuwjaarsduik in Scheveningen. De afstand was 80 km. Baanbrekende ultralopers in Nederland waren onder meer Jan Knippenberg, Ron Teunisse en Mareike Bestenbreur. Bekende ultralopen in Nederland zijn de Ronde van de Haarlemmermeer en de 100 km Run te Winschoten.

## Beroemde internationale wedstrijden
Naast standaardnummers kent de ultramarathon ook klassiekers. De bekendste loop is de Comrades Marathon in KwaZoeloe-Natal, Zuid-Afrika, een wedstrijd waar wel 12.000 mensen aan meedoen. Daarnaast is de Spartathlon ook heel bekend. Dit is de afstand van Athene naar Sparta; de afstand die Pheidippides in 490 voor Chr. liep om aan koning Leonidas van Sparta te vragen om de Atheners te ondersteunen bij hun strijd tegen de Perzen; de slag bij Marathon.
De 6633 Arctic Ultra, ook yukon Ultra genoemd, wordt beschouwd als de zwaarste ultraloop ter wereld. Dit onder meer door de barre weersomstandigheden: er wordt gelopen van Yukon in het noordwesten van Canada naar de Poolcirkel. De loop werd in februari 2024 succesvol gelopen door de Belg Chris Seynaeve.

## Tijdslopen
Bij de tijdslopen zijn met name de 24-uurslopen wereldwijd populair. Bij dit type wedstrijd is de winnaar de persoon die de grootste afstand aflegt. De tijdslopen worden over het algemeen op parcoursen met een lengte van 1 tot 4 kilometer georganiseerd, maar ook op standaard atletiekaccommodaties met een baanlengte van 400 meter (outdoor) of 200 meter (indoor). In Europa hebben de 6-uurslopen een grote ontwikkeling doorgemaakt. Deze loop is bijzonder geschikt als "instapper" voor debutanten op de ultramarathon. De meeste atleten en recreanten zijn zeker in staat om meer dan één marathon te lopen in 6 uur; bovendien heeft men niet de druk om de finish te moeten halen. De afgelegde afstand die gedurende 6 uur is gelopen, bepaalt de prestatie, ook al is men niet de volle 6 uur blijven lopen. Het eindsignaal wordt akoestisch gegeven. Op het moment van het eindsignaal bepaalt de locatie van de hiel van de achterste voet de afgelegde afstand.

## Uitslagen Nederlands Kampioenschap 24 uur
| Jaar | Kampioen mannen       | Afstand    | Kampioen vrouwen    | Afstand    |
| ---- | --------------------- | ---------- | ------------------- | ---------- |
| 2020 | Sjirk Overal          | 207,289 km | Irene Kinnegim      | 232,015 km |
| 2019 | Christiaan van Meurs  | 212,329 km | -                   | -          |
| 2018 |                       |            |                     |            |
| 2017 |                       |            | Linda Voets         | 205,469 km |
| 2016 | Joost Friderichs      | 215,188 km |                     |            |
| 2015 | Arjan van Binsbergen  | 208,433 km | Jannet Lange        | 197,202 km |
| 2014 | Andy Roodenburg       | 230,177 km | Jannet Lange        | 190,130 km |
| 2013 | Jeroen Renes          | 235,043 km | Wilma Dierx         | 224,664 km |
| 2012 | Peter van Wijngaarden | 216,687 km | Leonie van den Haak | 200,343 km |
| 2011 | Wim Douw              | 206,325 km | Jannet Lange        | 206,258 km |
| 2010 | Peter Rietveld        | 228,140 km | Jannet Lange        | 192,984 km |
| 2009 | Peter Rietveld        | 218,598 km | Wilma Dierx         | 173,451 km |
| 2008 | Peter-Paul Younes     | 227,034 km | Jenni de Groot      | 204,075 km |